# Phalcocythere
Phalcocythere is een geslacht van uitgestorven kreeftachtigen uit de klasse van de Ostracoda (mosselkreeftjes).

## Soorten
- Phalcocythere (Otarocythere) fluxilis Al-furaih, 1980 †
- Phalcocythere (Otarocythere) intercalata Al-furaih, 1980 †
- Phalcocythere (Otarocythere) tokarskii Blaszyk, 1987 †
- Phalcocythere (Phalcocythere) rectangularis Al-Furaih, 1980 †
- Phalcocythere (Prophalcocythere) cuneata Al-furaih, 1980 †
- Phalcocythere (Prophalcocythere) nullicostata Al-furaih, 1980 †
- Phalcocythere (Prophalcocythere) postcornis Al-Furaih, 1983 †
- Phalcocythere (Prophalcocythere) subtilis Al-Furaih, 1980 †
- Phalcocythere bireticulata Nagori, 1993 †
- Phalcocythere bullita Al-furaih, 1980 †
- Phalcocythere coelops Al-furaih, 1980 †
- Phalcocythere conifera Al-furaih, 1980 †
- Phalcocythere cultrata (Apostolescu, 1961) Reyment, 1981 †
- Phalcocythere dissenta Siddiqui, 1971 †
- Phalcocythere hebes Al-furaih, 1980 †
- Phalcocythere horrescens (Bosquet, 1852) Siddiqui, 1971 †
- Phalcocythere improcera Siddiqui, 1971 †
- Phalcocythere mohani Bhandari, 1992 †
- Phalcocythere rectangularis Al-Furaih, 1980 †
- Phalcocythere rete Siddiqui, 1971 †
- Phalcocythere retispinata Siddiqui, 1971 †
- Phalcocythere sentosa Siddiqui, 1971 †
- Phalcocythere spinosa Siddiqui, 1971 †
- Phalcocythere tranquillis Al-Furaih, 1980 †
- Phalcocythere tubra Reyment, 1981 †
- Phalcocythere ventrolamellata Bassiouni & Luger, 1990 †
- Phalcocythere yawensis Gramann, 1975 †